# Județul Ialomița (interbelic)
Județul Ialomița a fost o unitate administrativă de ordinul întâi din Regatul României, aflată în regiunea istorică Muntenia. Reședința județului era orașul Călărași.

## Întindere

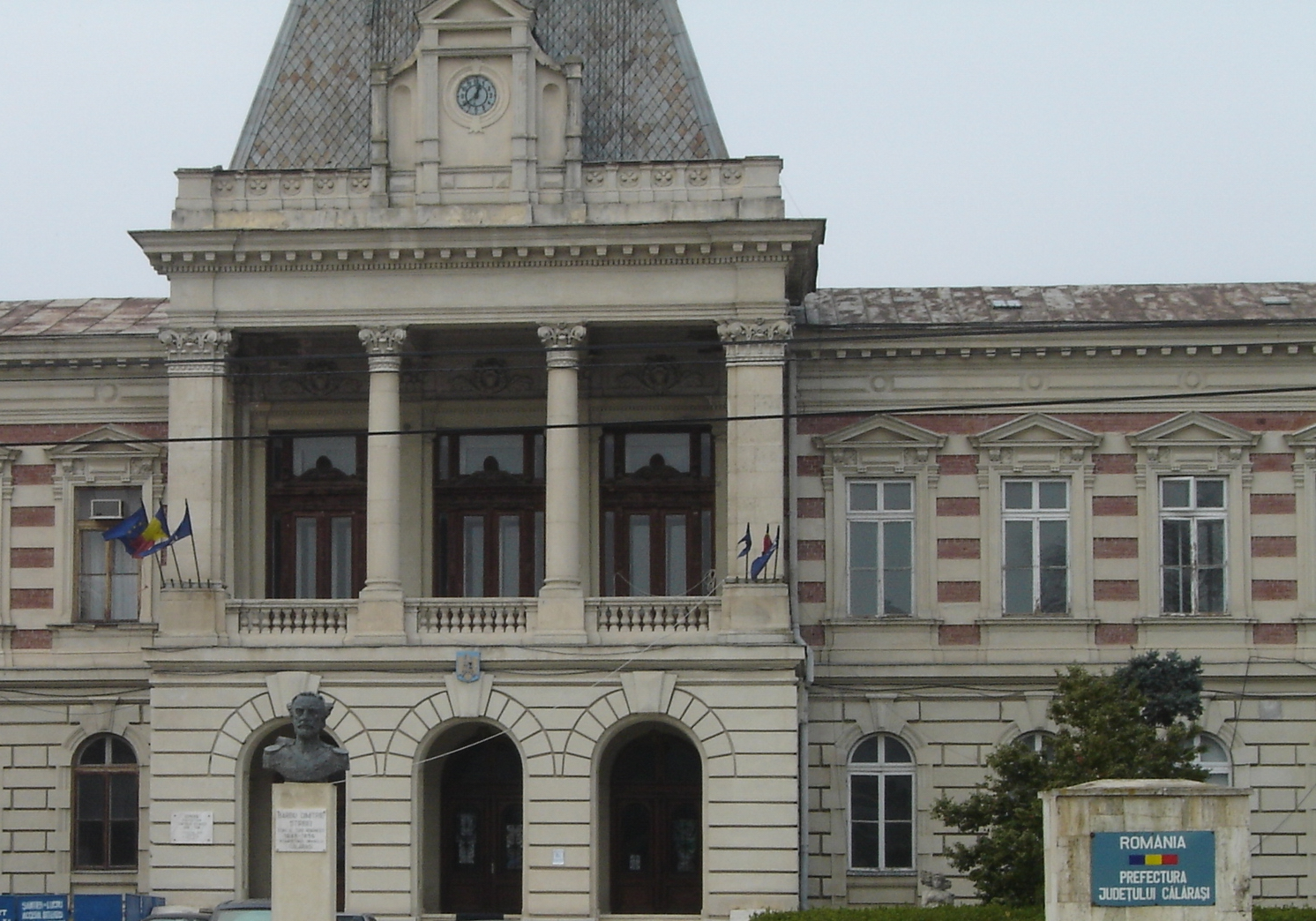
Clădirea Prefecturii județului Ialomița din perioada interbelică. Clădirea-monument istoric, construită în anul 1898 și situată pe Str. Sloboziei nr. 1, este în prezent sediul Prefecturii județului Călărași.

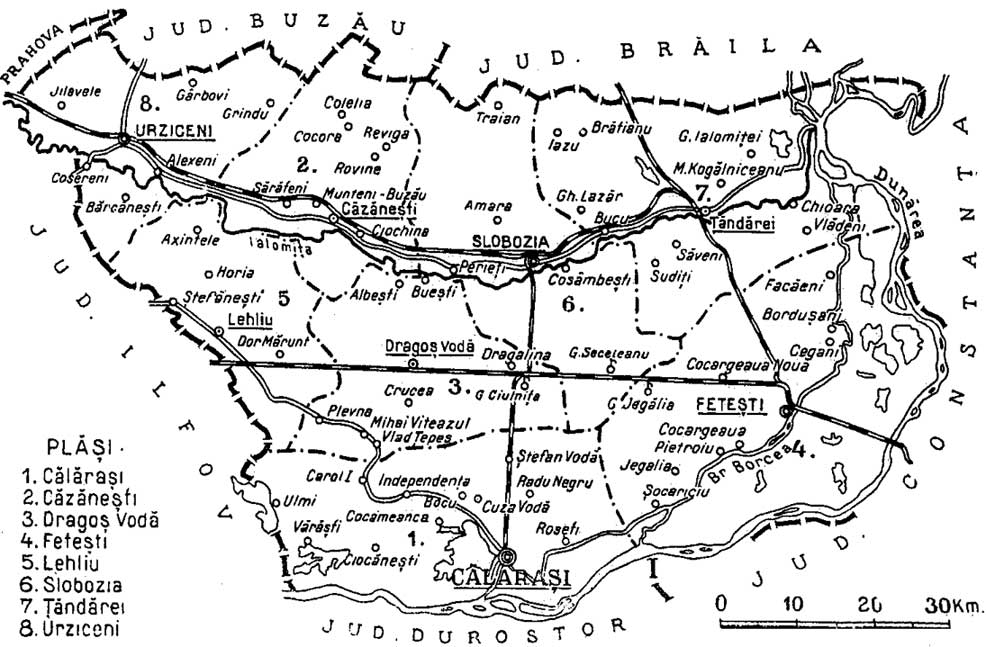
Harta județului, cu dispunerea și denumirea plășilor, în anul 1938.

Județul se afla în partea sud-estică a României Mari, în sud-estul regiunii Muntenia. Județul cuprindea mare parte din actualulele județe Ialomița și Călărași. Se învecina la vest cu județul Ilfov, la nord cu județele Prahova, Buzău și Brăila, la est cu județul Constanța, iar la sud cu județul Durostor.
Cu o suprafață de 7.095 km2, situat în Câmpia Bărăganului, județul interbelic Ialomița era unul dintre cele mai întinse județe ale României Mari.

## Organizare
Teritoriul județului era împărțit inițial în cinci plăși:
1. Plasa Călărași,
2. Plasa Lehliu,
3. Plasa Slobozia,
4. Plasa Țăndărei și
5. Plasa Urziceni.

Ulterior au fost înființate trei plăși noi, numărul total al plășilor județului ridicându-se la opt:
1. Plasa Căzănești,
2. Plasa Dragoș Vodă și
3. Plasa Fetești.

## Populație
Conform datelor recensământului din 1930, populația județului era de 293.352 de locuitori, dintre care 96,6% români, 2,5% țigani, 0,2% evrei ș.a.  Din punct de vedere confesional a fost înregistrată următoarea alcătuire, 99,3% ortodocși, 0,2% mozaici, 0,1% romano-catolici ș.a.

### Mediul urban
În 1930 populația urbană a județului era de 34.260 de locuitori, dintre care 90,2% români, 6,0% țigani, 1,3% evrei ș.a. Sub aspect confesional orășenimea era alcătuită din 97,4% ortodocși, 1,4% mozaici, 0,5% romano-catolici ș.a.